# 데라다 지로
데라다 지로(일본어: 寺田 治郎, 1915년 11월 4일~2002년 3월 17일)는 일본의 재판관이다.

## 생애
1915년 아이치현에서 태어났다. 구제 히메지 고등학교를 거쳐 1938년 도쿄제국대학(현 도쿄 대학) 법학부를 졸업했다. 이후 사법관 시보가 되었지만 곧 일본 제국 육군에 소집되었다가 법무대위 계급으로 종전을 맞이했다. 복원 후인 1947년 교토지방재판소에서 근무했으며 1949년에는 최고재판소 민사국에서 근무했다.
이후 최고재판소 사무총무국장, 오쓰지방재판소장, 도쿄고등재판소 판사를 거쳐 1974년 최고재판소 사무총장에 취임했다. 1976년 5월 일본공산당 스파이 심문 사건 관련으로 국회에 갔을 때 "국정조사권이 확정 판결의 당부, 사실 인정, 죄형의 당부당 등을 조사하는 것은 사법 개입에 해당하는가"라는 질문에 대해 1948년 최고재판소 재판관 회의의 결의를 언급하며 "확정 판결의 당부를 조사하기 위해 국회가 증인환문을 하는 것은 적확하지 못하다"라고 답변했다.
1977년 11월 나고야고등재판소 장관이 되었고 1978년 7월엔 도쿄고등재판소 장관이 되었다. 1980년 3월 최고재판소 재판관이 되었는데 취임식 때 "재판관은 아무리 이론이 훌륭하더라도 결론이 현실과 동떨어져선 안 된다. 서민적인 부분을 앞으로도 마음에 새기겠다"라고 말했다. 1982년 10월엔 최고재판소 장관으로 취임했다.
이 무렵 총선에서 선거구별 표의 격차가 문제시돼 소송이 이루어졌는데 4군데의 고등재판소끼리 다른 판결을 내린 상황이었다. 이 소송이 상고된 지 6개월 만에 데라다는 최고재판소 대법정 판결을 내려 국회가 태만하지 말고 빨리 시정해야 한다고 촉구했다. 1984년 5월 헌법기념일 전날의 기자회견에선 최고재판소의 위헌심사에 대해 "일반론이지만 법률의 합헌성에 조건을 부쳐 법을 제한 해석하는 것으로 장래 법의 해석 운용이 실제로 움직이고 나아가 입법으로 발전하는 경우도 있다. 이는 위헌법령심사권의 작용 중 하나라고 생각한다"라고 말했다. 다만 데라다가 말한 헌법제한해석론은 한편으론 결과적으로 현상유지를 추인한 셈이 되어 제도의 개혁을 주장하는 사람들은 이를 강하게 비판했다.
1985년 11월 정년 퇴직했으며 1987년에 훈1등 욱일대수장을 수훈했다. 2002년 심부전으로 사망했다.
아들인 데라다 이쓰로도 훗날 최고재판소 장관이 되어 일본 역사상 유일하게 부자가 나란히 최고재판소 장관이 되는 기록을 세우게 된다.

## 참고 문헌
- 野村二郎 (1986). 《最高裁全裁判官：人と判決》 (일본어). 三省堂. ISBN 9784385320403.
- 野村二郎 (2004). 《日本の裁判史を読む事典》 (일본어). 自由国民社. ISBN 9784426221126.
- 山本祐司 (1997). 《最高裁物語（下）》 (일본어). 講談社+α文庫. ISBN 9784062561938.

| 전임 핫토리 다카아키 | 제10대 최고재판소 장관 1982년 10월 1일~1985년 11월 3일 | 후임 야구치 고이치 |